# Кобцевка
Кобцевка (укр. Кобцівка) — село, Крестищенский сельский совет, Красноградский район, Харьковская область, Украина.
Код КОАТУУ — 6323381502. Население по переписи 2001 года составляет 83 (35/48 м/ж) человека.

## Географическое положение
Село Кобцевка находится в верховьях балки Шкаповка, на расстоянии в 4 км от реки Камышеваха, на расстоянии в 1 км от села Украинка. На расстоянии в 2 км расположено село Раковка (Нововодолажский район) и железнодорожная станция Широкий. Рядом с селом проходит автомобильная дорога М-18 (E 105). По селу протекает пересыхающий ручей с запрудами.

## История
Точная дата основания пока неизвестна. Есть предположение украинскими историками, основанное в 1849 году.
Предыдущее название - Яретивка
Оба названия произошли от двух братьев Яреты и Кобца, которым за службу органы Российской империи выдали землю примерно в пределах села. При жизни они выкопали три пруда для полива земель, сейчас до сих пор можно увидеть один ближе к селу - северо-западнее села. Два других – заилились. Расположены друг за другом в северном направлении.
Есть живой потомок Кобца и Яреты - Алексей Завада, имеет пятерых детей. Живёт в соседнем селе Украинка, построенном советской оккупационной властью, раньше - край земель Яреты и Кобца. Один из внуков Алексея по материалам пересказов редактировал эту статью в имеющийся сейчас вариант.
Известно, что внук планирует стать депутатом Верховной Рады Украины для выполнения одного из пунктов своей программы – возвращение всем украинцам их исторических земель, включая землю Алексея Завады.
В настоящее время депутатом Красноградского районного совета закреплённым за этим и рядом соседних сел является Лобач Ольга Николаевна. Примером плана внука возвращения земель является план разделить территорию депутатского руководства: Кобцовка управляется Алексеем, другие села – Лобач Ольгой Николаевной. По мнению внука лучший вариант – найти исторические границы земель Кобца и Яреты.
Во время встречи в начале апреля на Контрактовой площади в Киеве с украинской исполнительницей Lada Sing, участвовавшей в Голосі Країни 13 с песней Галактика, внук получил поддержку идеи возвращения земель. Отмечается, что в его планах есть бессрочная подписка на соцсети певицы Lada Sing, пока не устроится на работу. После устроения планирует спонсировать записи песен Лады Тивончук (Lada Sing).
До этого он заявлял, что поскольку является её поклонником, к нему применяются слова песни "Залежні один від одного", потому что он зависим от голоса Лады.